# Les Hauts de Hurlevent (film, 1954)
Pour les articles homonymes, voir Les Hauts de Hurlevent (homonymie).
Pour plus de détails, voir Fiche technique et Distribution.
Les Hauts de Hurlevent (en espagnol : Abismos de pasión) est un film mexicain réalisé par Luis Buñuel en 1954, d'après le roman éponyme d'Emily Brontë.  

## Synopsis
Après dix ans d'absence, par une nuit d'orage, Alexandro rentre à la maison. Il est toujours amoureux de Catalina. Les parents de celle-ci avaient adopté Alexandro qui fut confiné dans un rôle de domestique après leur mort par le frère de Catalina, Ricardo. Alexandro quitta le pays et jura de revenir riche pour enlever Catalina.
La jeune femme est mariée à Eduardo, mais elle est toujours amoureuse d'Alexandro. De retour, ce dernier est devenu propriétaire de la ferme de Ricardo qui est maintenant un véritable ivrogne se ruinant au jeu. Avec Catalina, ils revivent leur amour, mais elle entend demeurer une épouse fidèle, sans doute parce qu'elle attend un enfant de son mari. Par dépit, Alexandro se venge en épousant, après l'avoir enlevée, la propre sœur de Eduardo, Isabel; et n'hésite pas à lui faire subir le même sort qu'il a subi lorsqu'il était adolescent
Entre-temps, Catalina est tombée gravement malade. Rongé par le désespoir et le remords, Alexandro brave toutes les interdictions et rend visite à celle qu'il aime. Catalina ne repousse pas les déclarations d'Alexandro ; au contraire elle en avoue la réciprocité. Mais c'est trop tard. Au comble du malheur, elle meurt en accouchant. Fou de douleur, Alexandro déscellera le tombeau pour revoir une dernière fois sa bienaimée. Là, Ricardo l'abat d'un coup de fusil.

## Fiche technique
- Titre : Les Hauts de Hurlevent
- Titre original : Abismos de pasión
- Réalisation : Luis Buñuel
- Scénario : Luis Buñuel, Arduino Maiuri et Julio Alejandro d'après le roman Les Hauts de Hurlevent d'Emily Brontë
- Production : Oscar Dancigers et Abelardo L. Rodriguez
- Assistant-réalisateur : Ignacio Villareal
- Photographie : Agustin Jimenez
- Montage : Carlos Savage
- Musique : Raúl Lavista d'après les motifs de Tristan et Isolde de Richard Wagner
- Décors : Edward FitzGerald
- Pays d'origine : Mexique
- Genre : Drame romantique
- Durée : 90 minutes
- Sortie :  Mexique : 30 juin 1954
 France : 12 juin 1963

## Distribution
- Jorge Mistral : Alejandro
- Irasema Dilián : Catalina
- Lilia Prado : Isabel
- Ernesto Alonso : Eduardo
- Luis Aceves Castaneda : Ricardo
- Francisco Regueira : José
- Jaime Gonzalez : Jorge

## Production
Luis Buñuel a longtemps caressé le projet d’adapter le roman d’Emily Brontë au cinéma.  Au cours des années 1930, il rédige un scénario inspiré du livre en collaboration avec le poète Pierre Unik, mais le projet ne se réalise pas.
Pendant les années 1950, alors qu’il est établi au Mexique depuis plusieurs années, Buñuel se voit offrir par le producteur Oscar Dancigers de réaliser une comédie musicale.  Il refuse et propose plutôt de filmer 'Les Hauts de Hurlevent'.  L'action du livre est transposé de l'Angleterre au Mexique : Heathcliff devient Alejandro et Cathy, Catalina.  Au cours du tournage, Buñuel doit composer avec un budget modeste et une distribution imposée par le producteur.  Pour ces raisons, il restera critique par rapport à ce film.  Pourtant, bien qu'il ait pris certaines libertés par rapport au roman, on considère en général que Buñuel a su être fidèle à l'atmosphère romantique et ténébreuse de l'œuvre d'Emily Brontë.